# مقاطعة بون هوم (داكوتا الجنوبية)
بون هوم (بالإنجليزية: Bon Homme)‏ هي إحدى مقاطعات ولاية داكوتا الجنوبية في الولايات المتحدة الأمريكية.

## أعلام
- إدوارد آر. بيرك